# Коктауський сільський округ (Хромтауський район)
Кокта́уський сільський округ (каз. Көктау ауылдық округі, рос. Коктауский сельский округ) — адміністративна одиниця у складі Хромтауського району Актюбінської області Казахстану. Адміністративний центр та єдиний населений пункт — село Коктау.
Населення — 2174 особи (2021; 1091 у 2009, 1187 у 1999, 1897 у 1989).
Станом на 1989 рік існувала Коктобинська сільська рада (села Карабаз, Коктау, Коктерек, Кошенсай, Майтобе, Мамит). 1999 року до складу Кредиковського сільського кругу була приєднана територія площею 521,05 км² та населені пункти Коктау і Карабаз Коктобинського сільського округу. Коктауський сільський округ був утворений 2006 року шляхом відокремлення частини Аккудицького сільського округу площею 521,67 км² з населеними пунктами Коктау і Карабаз та частини Коктобинського сільського округ площею 377,45 км² з населеним пунктом Кошенсай. Село Кошенсай  ліквідовано 2012 року, село Карабаз — 2019 року.

## Склад
До складу округу входять такі населені пункти:
| Населений пункт | Населення, осіб (1989) | Населення, осіб (1999) | Населення, осіб (2009) | Населення, осіб (2021) |
| --------------- | ---------------------- | ---------------------- | ---------------------- | ---------------------- |
| Коктау, село    | 1119                   | 864                    | 1013                   | 2174                   |
| --Карабаз, село | 425                    | 182                    | 78                     | -                      |
| Кошенсай, село  | 353                    | 141                    | 0                      | -                      |